# Milove (huyện)
Huyện Milove (tiếng Ukraina: Міловський район, chuyển tự: Miloves'kyi raion) là một huyện của tỉnh Luhansk thuộc Ukraina. Huyện Milove có diện tích 971 km², dân số theo điều tra dân số ngày 5 tháng 12 năm 2001 là 17415 người với mật độ 18 người/km2. Trung tâm huyện nằm ở Milove.